# Diodesma subterranea
Diodesma subterranea là một loài bọ cánh cứng trong họ Zopheridae. Loài này được Latreille miêu tả khoa học năm 1829.